# Orange Park
Orange Park é uma vila localizada no estado americano da Flórida, no condado de Clay. Foi incorporada em 1879.

## Geografia
De acordo com o United States Census Bureau, a vila tem uma área de 13,7 km², onde 9,4 km² estão cobertos por terra e 4,3 km² por água.

### Localidades na vizinhança
O diagrama seguinte representa as localidades num raio de 24 km ao redor de Orange Park.

## Demografia
Segundo o censo nacional de 2010, a sua população é de 8 412 habitantes e sua densidade populacional é de 897,2 hab/km². É a localidade mais populosa e a mais densamente povoada do condado de Clay, ainda que, em 10 anos, tenha tido a maior redução populacional do condado. Possui 3 880 residências, que resulta em uma densidade de 413,8 residências/km².